# Tour de France 1965
52. Tour de France rozpoczął się 22 czerwca a zakończył się 14 lipca 1965 roku. Wyścig składał się z 22 etapów. Cała trasa liczyła 4177 kilometrów.
52 Tour de France zapisał się do historii z kilku powodów. Pierwszym z nich było zwycięstwo, Felice Gimondiego w swoim pierwszym roku występowania w profesjonalnym peletonie. Felice wyprzedził m.in. Raymonda Poulidora, drugiego kolarza Tour de France 1964. 52. edycja "Wielkiej Pętli" rozgrywana była w kierunku przeciwnym do wskazówek zegara (m.in. etapy w Pirenejach poprzedzały etapy w Alpach).
Pierwszy etap, jazda indywidualna na czas odbył się w Kolonii, był to pierwszy taki etap który odbył się na terenie Niemiec, a trzeci w historii Tour de France, który się odbył poza granicami Francji.
Wielkim nieobecnym wyścigu z 1965 roku był zwycięzca Touru z lat 1961-1964, Jacques Anquetil.
W klasyfikacji punktowej zwyciężył Holender, Jan Janssen natomiast w kwalifikacji górskiej bezapelacyjnie zwyciężył Hiszpan, Julio Jiménez. W kwalifikacji drużynowej zwyciężyła ekipa KAS. Najaktywniejszym kolarzem został Felice Gimondi.

## Drużyny
W tej edycji TdF wzięło udział 13 drużyn:
- Ford France-Gitane-Dunlop
- Margnat-Paloma-Inuri-Dunlop
- Mercier-BP-Hutchinson
- Pelforth-Sauvage-Lejeune-Wolber
- Peugeot-BP-Michelin
- Flandria-Romeo
- Solo-Superia
- Wiel's-Groene Leeuw
- Televizier
- Ferrys
- KAS-Kaskol
- Molteni-Ignis
- Salvarani

## Etapy
| 1A | 22 czerwca | Kolonia – Liège                      | 149,0 km      | Rik Van Looy             |               |               |               |
| 1B | 22 czerwca | Liège                                | TTT 22,5 km   | Ford-France-Gitane       |               |               |               |
| 2  | 23 czerwca | Liège – Roubaix                      | 200,5 km      | Bernard Van De Kerckhove |               |               |               |
| 3  | 24 czerwca | Roubaix - Rouen                      | 240,0 km      | Felice Gimondi           |               |               |               |
| 4  | 25 czerwca | Caen – Saint-Brieuc                  | 227,0 km      | Edgard Sorgeloos         |               |               |               |
| 5A | 26 czerwca | Saint-Brieuc – Châteaulin            | 147,0 km      | Cees van Espen           |               |               |               |
| 5B | 26 czerwca | Châteaulin                           | ITT 26,7 km   | Raymond Poulidor         |               |               |               |
| 6  | 27 czerwca | Quimper - La Baule                   | 210,5 km      | Guido Reybroeck          |               |               |               |
| 7  | 28 czerwca | La Baule – La Rochelle               | 219,0 km      | Edward Sels              |               |               |               |
| 8  | 29 czerwca | La Rochelle – Bordeaux               | 197,5 km      | Johan de Roo             |               |               |               |
| 9  | 30 czerwca | Dax – Bagnères-de-Bigorre            | 226,5 km      | Julio Jiménez            |               |               |               |
| 10 | 1 lipca    | Bagnères-de-Bigorre – Ax-les-Thermes | 222,5 km      | Guido Reybroeck          |               |               |               |
| 11 | 2 lipca    | Ax-les-Thermes – Barcelona           | 240,5 km      | José Pérez Francés       |               |               |               |
|    | 3 lipca    | Dzień przerwy                        | Dzień przerwy | Dzień przerwy            | Dzień przerwy | Dzień przerwy | Dzień przerwy |
| 12 | 4 lipca    | Barcelona – Perpignan                | 219,0 km      | Jan Janssen              |               |               |               |
| 13 | 5 lipca    | Perpignan – Montpellier              | 164,0 km      | Adriano Durante          |               |               |               |
| 14 | 6 lipca    | Montpellier – Mont Ventoux           | 173,0 km      | Raymond Poulidor         |               |               |               |
| 15 | 7 lipca    | Carpentras – Gap                     | 167,5 km      | Giuseppe Fezzardi        |               |               |               |
| 16 | 8 lipca    | Gap – Briançon                       | 177,0 km      | Joaquim Galera           |               |               |               |
| 17 | 9 lipca    | Briançon – Aix-les-Bains             | 193,5 km      | Julio Jiménez            |               |               |               |
| 18 | 10 lipca   | Aix-les-Bains – Le Revard            | ITT 26,9 km   | Felice Gimondi           |               |               |               |
| 19 | 11 lipca   | Aix-les-Bains – Lyon                 | 165,0 km      | Rik Van Looy             |               |               |               |
| 20 | 12 lipca   | Lyon – Auxerre                       | 298,5 km      | Michael Wright           |               |               |               |
| 21 | 13 lipca   | Auxerre – Wersal                     | 225,5 km      | Gerben Karstens          |               |               |               |
| 22 | 14 lipca   | Wersal – Paryż                       | ITT 37,8 km   | Felice Gimondi           |               |               |               |

## Liderzy klasyfikacji po etapach
| Etap                 | Zwycięzca               | Klasyfikacja generalna   | Klasyfikacja punktowa    | Klasyfikacja górska | Klasyfikacja drużynowa |
| -------------------- | ----------------------- | ------------------------ | ------------------------ | ------------------- | ---------------------- |
| 1a                   | Rik Van Looy            | Rik Van Looy             | Rik Van Looy             | Frans Brands        | Solo                   |
| 1b                   | Ford-France-Gitane      | Rik Van Looy             | Rik Van Looy             | Frans Brands        | Solo                   |
| 2                    | Bernard Van De Kerkhove | Bernard Van De Kerckhove | Bernard Van De Kerckhove | Frans Brands        | Solo                   |
| 3                    | Felice Gimondi          | Felice Gimondi           | Bernard Van De Kerckhove | Frans Brands        | Solo                   |
| 4                    | Edgard Sorgeloos        | Felice Gimondi           | Bernard Van De Kerckhove | Frans Brands        | Solo                   |
| 5a                   | Cees van Espen          | Felice Gimondi           | Bernard Van De Kerckhove | Frans Brands        | Televizier             |
| 5b                   | Raymond Poulidor        | Felice Gimondi           | Bernard Van De Kerckhove | Frans Brands        | Solo                   |
| 6                    | Guido Reybroeck         | Felice Gimondi           | Guido Reybrouck          | Frans Brands        | Solo                   |
| 7                    | Edward Sels             | Bernard Van De Kerckhove | Guido Reybrouck          | Frans Brands        | Solo                   |
| 8                    | Johan de Roo            | Bernard Van De Kerckhove | Jo de Roo                | Frans Brands        | Solo                   |
| 9                    | Julio Jiménez           | Felice Gimondi           | Felice Gimondi           | Julio Jiménez       | Peugeot                |
| 10                   | Guido Reybroeck         | Felice Gimondi           | Jo de Roo                | Julio Jiménez       | Peugeot                |
| 11                   | José Perez Frances      | Felice Gimondi           | Jo de Roo                | Julio Jiménez       | Peugeot                |
| 12                   | Jan Janssen             | Felice Gimondi           | Jo de Roo                | Julio Jiménez       | Peugeot                |
| 13                   | Adriano Durante         | Felice Gimondi           | Jo de Roo                | Julio Jiménez       | Peugeot                |
| 14                   | Raymond Poulidor        | Felice Gimondi           | Jan Janssen              | Julio Jiménez       | Pelforth               |
| 15                   | Giuseppe Fezzardi       | Felice Gimondi           | Jan Janssen              | Julio Jiménez       | Pelforth               |
| 16                   | Joaquim Galera          | Felice Gimondi           | Jan Janssen              | Julio Jiménez       | KAS                    |
| 17                   | Julio Jiménez           | Felice Gimondi           | Jan Janssen              | Julio Jiménez       | KAS                    |
| 18                   | Felice Gimondi          | Felice Gimondi           | Jan Janssen              | Julio Jiménez       | KAS                    |
| 19                   | Rik Van Looy            | Felice Gimondi           | Jan Janssen              | Julio Jiménez       | KAS                    |
| 20                   | Michael Wright          | Felice Gimondi           | Jan Janssen              | Julio Jiménez       | KAS                    |
| 21                   | Gerben Karstens         | Felice Gimondi           | Jan Janssen              | Julio Jiménez       | KAS                    |
| 22                   | Felice Gimondi          | Felice Gimondi           | Jan Janssen              | Julio Jiménez       | KAS                    |
| Klasyfikacja końcowa | Klasyfikacja końcowa    | Felice Gimondi           | Jan Janssen              | Julio Jiménez       | KAS                    |

## Klasyfikacje końcowe

### Klasyfikacja generalna
| Pozycja | Zawodnik            | Drużyna   | Czas          |
| ------- | ------------------- | --------- | ------------- |
| 1.      | Felice Gimondi      | Salvarani | 116 h 42' 06" |
| 2.      | Raymond Poulidor    | Mercier   | +2' 40"       |
| 3.      | Gianni Motta        | Molteni   | +9' 18"       |
| 4.      | Henry Anglade       | Pelforth  | +12' 43"      |
| 5.      | Jean-Claude Lebaube | Ford      | +12' 56"      |
| 6.      | José Pérez Francés  | Ferrys    | +13' 15"      |
| 7.      | Guido De Rosso      | Molteni   | +14' 48"      |
| 8.      | Frans Brands        | Flandria  | +17' 36"      |
| 9.      | Jan Janssen         | Pelforth  | +17' 52"      |
| 10.     | Francisco Gabica    | KAS       | +19' 11"      |

### Klasyfikacja punktowa
| Pozycja | Zawodnik        | Drużyna   | Punkty |
| ------- | --------------- | --------- | ------ |
| 1.      | Jan Janssen     | Pelforth  | 144    |
| 2.      | Guido Reybrouck | Flandria  | 130    |
| 3.      | Felice Gimondi  | Salvarani | 124    |
| 4.      | Rik Van Looy    | Solo      | 109    |
| 5.      | Michael Wright  | Wiel's    | 98     |

### Klasyfikacja górska
| Pozycja | Zawodnik         | Drużyna   | Punkty |
| ------- | ---------------- | --------- | ------ |
| 1.      | Julio Jiménez    | KAS       | 131    |
| 2.      | Frans Brands     | Flandria  | 73     |
| 3.      | Joaquin Galera   | KAS       | 68     |
| 4.      | Felice Gimondi   | Salvarani | 55     |
| 5.      | Raymond Poulidor | Mercier   | 50     |

### Klasyfikacja drużynowa
| Pozycja | Drużyna  | Czas          |
| ------- | -------- | ------------- |
| 1.      | KAS      | 349 h 29' 19" |
| 2.      | Pelforth | +16' 08"      |
| 3.      | Molteni  | +16' 35"      |
| 4.      | Peugeot  | +21' 36"      |
| 5.      | Wiel's   | +36' 03"      |